# Taiwanastrapometis kikuchii
Taiwanastrapometis kikuchii är en fjärilsart som beskrevs av Shibuya 1928. Taiwanastrapometis kikuchii ingår i släktet Taiwanastrapometis och familjen mott. Inga underarter finns listade i Catalogue of Life.